# Babuszkinskaja
Babuszkinska (ros. Бабушкинская) – stacja moskiewskiego metra (kod 087) linii Kałużsko-Ryskiej zlokalizowana w Rejonie Babuszkinskim w
północno-wschodnim okręgu administracyjnym Moskwy, nazwana od regionu, gdzie jest położona, oraz na cześć Michaiła Babuszkina, sowieckiego pilota i bohatera Związku Radzieckiego.

## Wystrój stacji
Stacja jest jednokomorowa z eliptycznym sufitem, jednopoziomowa. Wszystkie światła i znaki są podwieszane, czyniąc pojedynczy peron bardzo przestronnym. Motywem przewodnim wykończenia jest eksploracja Arktyki. Nad schodamy wyjściowymi znajduje się rzeźba upamiętniająca arktyczny lot Babuszkina. Ściany wyłożone są szarym marmurem, a podłogi szarym i czarnym granitem.